# Iaia Caputo
Iaia Caputo (Nápoles, 1960) es una escritora y periodista italiana.

## Historia
Es colaboradora de algunos de los medios de comunicación más prestigiosos de su país, como Il Diario di Repubblica, Il Diario o Il Mattino de Nápoles, y ha colaborado con la RAI. Desde hace diez años es redactora de la revista Marie Claire, donde escribe la sección de libros. Su obra ha sido publicada en editoriales de gran tradición literaria, como Feltrinelli, y sus libros tratan temas como el papel de la mujer en la sociedad, los abusos sexuales a menores en la familia o el paso del tiempo. También ha recopilado entrevistas a escritoras italianas y extranjeras en el volumen Conversazioni di fine secolo. Ha traducido al italiano a autores como Fernando Savater.
Desde su juventud ha estado fuertemente implicada en la lucha por los derechos de las mujeres. Experta en cuestiones de género y derechos de la mujer, ha colaborado en diversos estudios de investigación. Sus libros están recomendados como bibliografía imprescindible en organismos oficiales como la Casa delle Done o la fundación Stop Violenza, con la que colabora cada año en la celebración de la "Jornada mundial contra la violencia contra las mujeres" que se celebra cada 25 de noviembre.
En octubre de 2010 funda, junto a otras artistas, escritoras y creadoras italianas, la asociación Di nuovo, cuyo objetivo es promover el debate acerca de las diferencias sociales entre sexos. Es una de las promotoras del movimiento Se non ora quando?, que surge en 2011 como respuesta al trato sexista que otorga la prensa italiana a las mujeres -sobre todo la televisión- en plena polémica por los escándalos sexuales protagonizados por el primer ministro italiano, Silvio Berlusconi. Sus declaraciones acerca de las acciones de protesta que está organizando este movimiento han sido recogidas en diarios de todo el mundo como los diarios ingleses The Telegraph, The independent o The daily mail, el mexicano La jornada, el saudí Saudi News Today o el español La vanguardia.